# Klapsmühle
Klapsmühle, auch Klapskiste, kurz Klapse, auch Klapper, ist eine umgangssprachliche, häufig diskriminierend aufgefasste  Bezeichnung für eine psychiatrische Klinik. 

## Verwendung
Das Duden-Großwörterbuch von 1999 bezeichnete den Gebrauch als „salopp“, der Rechtschreibduden von 2000 als „umgangssprachlich, auch diskriminierend“. In der Online-Ausgabe des Duden 2023 wird der Gebrauch „salopp abwertend, häufig diskriminierend“ genannt und mit dem Hinweis ergänzt: „Die Verwendung der Bezeichnung Klapsmühle wird oft als Diskriminierung psychisch Kranker aufgefasst.“

## Herkunft
Die Redensart einen Klaps haben ist seit dem 19. Jahrhundert geläufig und bedeutet, einen Schlag an den Kopf erhalten zu haben, wodurch das Gehirn zu Schaden gekommen ist. Mühle spielt auf die intensive Behandlung der Patienten und auf Beschreibungen wie durchgedreht für Geisteskranke an. Das Kompositum ist als Klappsmühle in der Soldatensprache des Ersten Weltkriegs nachgewiesen. Mannschaften und Unteroffiziere bezeichneten damit die psychiatrische Abteilung eines Lazaretts. Offiziere nannten bereits zuvor die Kaiser-Wilhelm-Heilanstalt in Wiesbaden Heilsmühle.

## Verbreitung
Der Schriftsteller Alfred Döblin, selbst Nervenarzt, diente im Ersten Weltkrieg in Lazaretten und verbreitete den Ausdruck Klapsmühle 1929 mit seinem Roman Berlin Alexanderplatz. Hans Fallada, der nach einem Suizidversuch 1911 in eine psychiatrische Klinik eingewiesen wurde, nahm ihn in seinen Romanen Bauern, Bonzen und Bomben von 1931 und Wer einmal aus dem Blechnapf frisst von 1934 auf. Trübners Deutsches Wörterbuch nannte 1941 als Beleg nur eine Stelle in der NS-Satirezeitschrift Die Brennessel von 1937: „Bist wohl von Klapsmühle, Kreis Krebsjauche?“